# Tiro esportivo nos Jogos Pan-Americanos de 2011 - Carabina de ar 10 m masculino
A competição da carabina de ar 10 m masculino foi um dos eventos do tiro esportivo nos Jogos Pan-Americanos de 2011, em Guadalajara. Foi disputada no Polígono Pan-Americano de Tiro no dia 17 de outubro.
Os americanos repetiram os Jogos Pan-Americanos de 2007 conquistando as duas primeiras colocações. O Chile conquistou a medalha de bronze com Gonzalo Moncada.

## Calendário
Horário local (UTC-6).
| Data          | Horário | Fase         |
| ------------- | ------- | ------------ |
| 17 de outubro | 9:00    | Qualificação |
| 17 de outubro | 14:00   | Final        |

## Medalhistas
| Ouro   | USA Matthew Rawlings |
| Prata  | USA Jonathan Hall    |
| Bronze | CHI Gonzalo Moncada  |

## Resultados

### Qualificação
| Pos. | Atirador               | País                     | 1   | 2   | 3   | 4   | 5   | 6   | Total | Obs.  |
| ---- | ---------------------- | ------------------------ | --- | --- | --- | --- | --- | --- | ----- | ----- |
| 1    | Matthew Rawlings       | USA Estados Unidos       | 99  | 100 | 100 | 100 | 98  | 98  | 595   | Q, PR |
| 2    | Jonathan Hall          | USA Estados Unidos       | 100 | 99  | 99  | 99  | 99  | 98  | 594   | Q     |
| 3    | José Mariscal          | MEX México               | 100 | 98  | 100 | 99  | 97  | 97  | 591   | Q     |
| 4    | Cory Neifer            | CAN Canadá               | 98  | 99  | 98  | 98  | 100 | 95  | 588   | Q     |
| 5    | Gonzalo Moncada        | CHI Chile                | 98  | 93  | 99  | 97  | 99  | 100 | 586   | Q     |
| 6    | Pablo Álvarez          | ARG Argentina            | 96  | 97  | 98  | 98  | 98  | 99  | 586   | Q     |
| 7    | José Luis Sánchez      | MEX México               | 98  | 95  | 98  | 100 | 96  | 99  | 586   | Q     |
| 8    | Octavio Sandoval       | GUA Guatemala            | 98  | 99  | 98  | 98  | 96  | 96  | 585   | Q     |
| 9    | Bruno Heck             | BRA Brasil               | 99  | 99  | 96  | 96  | 96  | 98  | 584   |       |
| 10   | Marcelo Zoccali Albizu | ARG Argentina            | 96  | 95  | 97  | 99  | 98  | 98  | 583   |       |
| 11   | Elvin López            | GUA Guatemala            | 96  | 98  | 98  | 94  | 98  | 98  | 582   |       |
| 12   | Yoleisy Lois           | CUB Cuba                 | 94  | 98  | 97  | 99  | 98  | 96  | 582   |       |
| 13   | Cristian Morales       | BOL Bolívia              | 96  | 96  | 97  | 98  | 97  | 97  | 581   |       |
| 14   | Rocco Rosito           | BRA Brasil               | 98  | 97  | 96  | 94  | 98  | 98  | 581   |       |
| 15   | Julio Iemma            | VEN Venezuela            | 99  | 96  | 99  | 94  | 94  | 98  | 580   |       |
| 16   | Grzegorz Sych          | CAN Canadá               | 97  | 97  | 97  | 97  | 96  | 95  | 579   |       |
| 17   | René Mira              | ESA El Salvador          | 97  | 97  | 96  | 94  | 98  | 97  | 579   |       |
| 18   | César Yui              | PER Peru                 | 96  | 97  | 97  | 98  | 96  | 94  | 578   |       |
| 19   | Mauricio Huerta        | CHI Chile                | 96  | 97  | 95  | 96  | 96  | 98  | 578   |       |
| 20   | Reynier Estopiñan      | CUB Cuba                 | 96  | 98  | 97  | 94  | 95  | 98  | 578   |       |
| 21   | Rudi Lausarot          | URU Uruguai              | 93  | 96  | 98  | 97  | 97  | 96  | 577   |       |
| 22   | Walter Martínez        | NCA Nicarágua            | 94  | 96  | 96  | 94  | 91  | 98  | 569   |       |
| 23   | Miguel Mejía           | PER Peru                 | 92  | 91  | 97  | 97  | 98  | 92  | 567   |       |
| 24   | Alexander Rivera       | PUR Porto Rico           | 94  | 97  | 95  | 92  | 95  | 94  | 567   |       |
| 25   | Raúl Vargas            | VEN Venezuela            | 93  | 91  | 94  | 95  | 95  | 95  | 563   |       |
| 26   | Hosman Durán           | DOM República Dominicana | 85  | 89  | 89  | 82  | 89  | 85  | 519   |       |

### Final
| Pos.              | Atirador              | Qualificação | 1    | 2    | 3    | 4    | 5    | 6    | 7    | 8    | 9    | 10   | Final | Total | Obs. |
| ----------------- | --------------------- | ------------ | ---- | ---- | ---- | ---- | ---- | ---- | ---- | ---- | ---- | ---- | ----- | ----- | ---- |
| Medalha de ouro   | USA Matthew Rawlings  | 595          | 10.3 | 10.1 | 10.3 | 10.4 | 10.0 | 10.2 | 10.4 | 9.3  | 10.4 | 10.3 | 101.7 | 696.7 | FPR  |
| Medalha de prata  | USA Jonathan Hall     | 594          | 10.1 | 10.4 | 10.4 | 9.6  | 10.4 | 10.2 | 10.3 | 10.7 | 10.0 | 10.5 | 102.6 | 696.6 |      |
| Medalha de bronze | CHI Gonzalo Moncada   | 586          | 9.9  | 10.7 | 10.4 | 10.0 | 10.2 | 10.4 | 10.1 | 10.3 | 10.6 | 10.3 | 102.9 | 688.9 |      |
| 4                 | MEX José Mariscal     | 591          | 9.5  | 9.9  | 9.4  | 10.5 | 10.2 | 10.0 | 9.5  | 9.9  | 9.2  | 9.7  | 97.8  | 688.8 |      |
| 5                 | CAN Cory Neifer       | 588          | 9.1  | 10.5 | 10.4 | 10.2 | 9.9  | 10.3 | 10.4 | 10.4 | 9.3  | 9.8  | 100.3 | 688.3 |      |
| 6                 | GUA Octavio Sandoval  | 585          | 10.0 | 10.9 | 10.2 | 10.1 | 10.4 | 10.0 | 9.9  | 10.3 | 10.4 | 9.7  | 101.9 | 686.9 |      |
| 7                 | ARG Pablo Álvarez     | 586          | 10.3 | 9.8  | 10.2 | 9.9  | 9.0  | 10.9 | 10.5 | 10.0 | 9.4  | 10.3 | 100.3 | 686.3 |      |
| 8                 | MEX José Luis Sánchez | 586          | 9.3  | 10.8 | 9.4  | 9.8  | 9.7  | 9.9  | 9.4  | 10.3 | 10.6 | 9.6  | 98.8  | 684.8 |      |